# متلازمة ماي ووايت
متلازمة ماي ووايت هي صرعٌ رمعيٌ عضليٌ مترقٍ عائلي نادر، مع أورامٍ شحميَّة وصمم ورنح. يُحتمل أن تكون هذه المتلازمة جزءًا من النوع العائلي للاعتلال العضلي الدماغي المتقدري [الإنجليزية].